# Jeremiah Watkins Clapp
Jeremiah Watkins Clapp (* 24. September 1814 in Abingdon, Virginia; † 5. September 1898 in Memphis, Tennessee) war ein US-amerikanischer Jurist und konföderierter Politiker.

## Werdegang
Jeremiah Watkins Clapp wurde während des Britisch-Amerikanischen Krieges im Washington County (Virginia) geboren. Über seine Jugendjahre ist nichts bekannt. Irgendwann zog er nach Mississippi und ließ sich in Holly Springs (Marshall County) nieder. Er studierte Jura und praktizierte dort nach dem Erhalt seiner Zulassung als Anwalt in seiner eigenen Kanzlei. Sein Neffe, Earl Clapp Bronaugh senior (1831–1899), der später Richter wurde, studierte bei ihm dort Jura und erhielt 1851 seine Zulassung als Anwalt. Clapp heiratete während jener Zeit Evalina Donoho Lucas (1824–1907). Das Paar hatte mindestens zwei Kinder: Climmie Lucas (1844–1904) und Jeremiah Watkins junior (1852–1923). In den Folgejahren war er als Richter tätig. 1861 nahm er als Delegierter an der Sezessionsversammlung von Mississippi teil, wo er für die Sezession seines Staates stimmte. Im November 1861 wurde er für den ersten Wahlbezirk von Mississippi in den ersten Konföderiertenkongress gewählt, wo er vom 18. Februar 1862 bis zum 17. Februar 1864 tätig war. Nach dem Ende des Bürgerkrieges verkaufte er sein Anwesen, zog nach Tennessee und ließ sich in Memphis (Shelby County) nieder, wo er 1898 verstarb. Er wurde dort auf dem Elmwood Cemetery beigesetzt.